# A Broken Heart (film 1909)
A Broken Heart è un cortometraggio muto del 1909. Il nome del regista non viene riportato nei credit del film.

## Trama
L'amore tra Madeline e Frank entra in crisi quando lui si infatua di un'attrice. Madeline non crede al tradimento dell'uomo amato finché non lo vede insieme alla rivale. Quando le due donne si incontrano, l'attrice promette a Madeline che respingerà il suo corteggiatore. Ad un appuntamento, la donna finge di essere ubriaca, disgustando Frank che ritorna pentito dalla fidanzata. L'attrice adesso si ritrova sola con il cuore spezzato.

## Produzione
Il film fu prodotto dalla Lubin Manufacturing Company.

## Distribuzione
Distribuito dalla Lubin Manufacturing Company, il film - un cortometraggio lungo 162 metri - uscì nelle sale cinematografiche USA il 18 febbraio 1909. Nelle proiezioni, veniva programmato con il sistema dello split reel, accorpato in un'unica bobina con un altro cortometraggio prodotto dalla Lubin, la comica The Pass Key.